# モンニンキュラ
モンニンキュラ（フィンランド語: Monninkylä; スウェーデン語: Monby）は、フィンランドのウーシマー県にあるアスコラ市の村。
人口は約1,300人。フィンランド国道55号線のすぐそば、ポルヴォー国境に近い自治体の南端に位置する。
モンニンキュラは、アスコラに隣接する自治体のポルナイネンから 10 km 離れている。